# Plagiochasma microcephalum
Plagiochasma microcephalum là một loài rêu trong họ Aytoniaceae. Loài này được Stephani Stephani mô tả khoa học đầu tiên năm 1898.